# Vị ngữ
Vị ngữ (chữ Anh: predicate) có hai định nghĩa:
1. Nghĩa rộng: Trong ngữ pháp truyền thống, biểu thị bộ phận nằm ngoài chủ ngữ trong câu, có mối quan hệ trần thuật hoặc giải thích với chủ ngữ, bằng cách trả lời câu hỏi: làm gì, là gì.
2. Nghĩa hẹp: Trong ngôn ngữ học hiện đại, biểu thị bộ phận động từ hoặc tính từ trong câu.

Mệnh đề chỉ có một vị ngữ. Câu chỉ có một vị ngữ, không có gì khác mệnh đề, gọi là câu đơn. Câu có nhiều hơn hoặc bằng hai vị ngữ gọi là câu ghép.

## Tiếng Trung Quốc
Tác dụng của vị ngữ trong ngữ pháp, ngữ văn tiếng Trung Quốc là làm sáng tỏ chủ ngữ bằng cách trả lời câu hỏi: như thế nào, có tính chất gì, ở trạng thái nào,... chính là dùng để trần thuật hoặc giải thích chủ ngữ, thường sử dụng động từ, đoản ngữ động từ, hình dung từ, đoản ngữ hình dung từ, danh từ, đoản ngữ danh từ, đoản ngữ chủ-vị đảm nhận làm vị ngữ. Trong tiếng Anh, động từ dựa vào tác dụng và chức năng mà chia làm hai loại lớn, một loại là động từ vị ngữ, một loại khác là động từ phi vị ngữ.
Ví dụ:
1. 他们正在排练节目。(排练，động từ làm vị ngữ)
2. 鱼儿在河里游泳。(游泳，động từ làm vị ngữ)
3. 他跑得飞快。(跑得飞快，đoản ngữ động từ làm vị ngữ)
4. 小李上街买菜去了。(上街买菜去，đoản ngữ động từ làm vị ngữ)
5. 山上的树又绿了。(绿，hình dung từ làm vị ngữ, ở đây mang ý nghĩa là hoá xanh)
6. 这里的黎明静悄悄的。(静悄悄，đoản ngữ hình dung từ làm vị ngữ)
7. 外面天气很热，别中暑了。(热，hình dung từ làm vị ngữ)
8. 那本书我看完了。(我看完了，đoản ngữ chủ-vị làm vị ngữ)
9. 我们任何困难都能克服。(任何困难都能克服，đoản ngữ chủ-vị làm vị ngữ)

Trong ngữ pháp tiếng Trung Quốc truyền thống, vị ngữ là một bộ phận trong hai bộ phận chủ yếu trong một câu. Cái còn lại là chủ ngữ, do vị ngữ trang sức nên. Vị ngữ đã cung cấp thông tin có liên quan đến chủ ngữ, ví dụ chủ ngữ làm gì, chủ ngữ là gì.
Có một cách nói nói một câu có thể có chủ ngữ, vị ngữ, tân ngữ, định ngữ, trạng ngữ, bổ ngữ, hệ ngữ,... Ngoài ra còn có một cách nói là, ngoài chủ ngữ và bộ phận trang sức chủ ngữ ra, bộ phận còn lại đều là vị ngữ. Theo cách nói trước, trong câu "我们家两口人。", chủ ngữ là 我们家, tân ngữ là 两口人, vị ngữ 有 bị tỉnh lược. Theo cách nói sau, trong câu "我们家两口人。", chủ ngữ là 我们家, vị ngữ bao gồm 有 - thuật ngữ bị tỉnh lược, và tân ngữ 两口人.
Theo cách nói trước, căn cứ vào cấu tạo của nó một câu có thể chia thành: câu tự sự, câu hữu vô, câu biểu thái, câu phán đoán,...
- Câu tự sự: chủ ngữ + vị ngữ, hoặc chủ ngữ + vị ngữ + tân ngữ. Ví dụ: 我编辑维基百科。hoặc 我正在编辑。
- Câu hữu vô: chủ ngữ + vị ngữ + tân ngữ. Ví dụ: 我有维基百科的账号。
- Câu biểu thái (hoặc gọi là câu miêu tả): chủ ngữ + thuộc ngữ. Ví dụ: 维基百科的内容非常全面。
- Câu phán đoán: chủ ngữ + đoán ngữ. Ví dụ: 维基百科是一个互联网上的应用软件。

### Phương hướng động tác
Trong tiếng Trung Quốc, do mối quan hệ giữa chủ ngữ và vị ngữ là chủ đề và giải thích, loại quan hệ lỏng lẻo này thường hay dẫn đến phương hướng động tác của vị ngữ không rõ ràng. Câu nhìn có vẻ tương đồng, nhưng phương hướng của động tác có thể khác nhau; câu nhìn có vẻ tương phản, nhưng phương hướng của động tác có thể tương đồng. Ví dụ:
- 他改变了我的想法。
- 他变了脸色。

Trong câu thứ nhất, phương hướng của động tác là vì chủ ngữ mà phát ra bên ngoài tác động đến tân ngữ. Tuy nhiên, trong câu thứ hai, cuối cùng là anh ta tự mình chủ động thay đổi sắc mặt, hay là sắc mặt của anh ta vì nguyên nhân nào đó (có thể là do nổi giận hay phát sợ) mà thay đổi. Ở tình huống đầu tiên, động tác là vì chủ ngữ mà biểu lộ ra ngoài, ở tình huống thứ hai thì không. Vì vậy, cùng lúc phán đoán phương hướng vị ngữ, ta cũng cần căn cứ vào phương hướng chủ ngữ và ngữ cảnh mà phán đoán, ví dụ:
- 我借（借入）了你一本书。
- 我向你借（借入）了一本书。
- 你借（借出）给我一本书。

Ba câu này trần thuật sự kiện giống nhau. Nhưng câu "我借了你一本书。" có thể lí giải thành "Tôi cho bạn mượn (我借出)" hay "Tôi mượn (我借进)", những câu đồng dạng kiểu này muốn phán đoán phương hướng động tác cần dựa vào  chỉ báo của ngữ cảnh để phán đoán.

### Phân loại
1. Vị ngữ động từ. Lấy động từ hoặc đoản ngữ có động từ làm trung tâm coi là vị ngữ, loại này phổ thông nhất. Ví dụ: 他约我去迪士尼。hoặc 老鼠爱大米。
2. Vị ngữ hình dung từ. Trong tiếng Trung Quốc, hình dung từ và động từ biểu hiện rất giống nhau trong văn pháp, rất nhiều nhà ngữ pháp học đều đem chúng xếp vào vị từ (predicative). Hình dung từ hoặc đoản ngữ hình dung từ trong tiếng Trung Quốc có thể trực tiếp đảm nhận làm vị ngữ, mà không cần thêm hệ từ nào khác (copula, tương đương với be trong tiếng Anh). Ví dụ: (tiếng Trung Quốc) 她非常漂亮。(tiếng Anh) She is very beautiful. (tiếng Anh gọi là System structure, cấu tạo hệ biểu).
3. Vị ngữ danh từ. Danh từ hoặc đoản ngữ danh từ cũng có thể đảm nhận làm vị ngữ. Ví dụ: 今天星期四。
4. Vị ngữ chủ-vị. Một cấu tạo chủ-vị hoàn chỉnh cũng có thể đảm nhận làm vị ngữ. Loại câu này, mối quan hệ giữa chủ ngữ và vị ngữ có rất nhiều loại tình huống.
  - Chủ ngữ biểu thị thời gian, địa điểm phát sinh của vị ngữ chủ-vị. Ví dụ: 明天我回来。
  - Chủ ngữ biểu thị thụ sự[Chú ý 1] trong vị ngữ chủ-vị Ví dụ: 这本书我早就看过了。
  - Chủ ngữ được vị ngữ chủ-vị miêu tả. Ví dụ 1: 这个人心肠很好。Lấy vị ngữ chủ-vị miêu tả tính chất của chủ ngữ. Ví dụ 2: 我一只手抱着孩子，一只手扶着母亲。Lấy vị ngữ chủ-vị trần thuật động tác hay sự kiện của chủ ngữ.

## Tiếng Anh

### Vị ngữ đơn
Vị ngữ do động từ đơn hoặc đoản ngữ động từ (trợ động từ hoặc động từ tình thái + động từ chính) tạo thành, căn cứ vào mức độ phức tạp trong câu đem vị ngữ chia làm hai loại: vị ngữ đơn và vị ngữ ghép. Bất luận động từ vị ngữ là thì, ngữ thái hay ngữ khí gì, tất cả vị ngữ do một động từ tạo thành đều là vị ngữ đơn.
Thành phần cấu tạo vị ngữ gồm động từ vị ngữ, tân ngữ, trạng ngữ,... trong đó động từ vị ngữ thông thường do các loại thì mà thể hiện ra. Ví dụ:
1. I like walking. (Thì hiện tại đơn, ngữ thái chủ động)
2. We plant trees in spring every year. (Thì hiện tại đơn, ngữ thái chủ động)
3. I made your birthday cake last night. (Thì quá khứ đơn, ngữ thái chủ động)
4. The aircraft had taken off at 7 o'clock. (Thì quá khứ hoàn thành, ngữ thái chủ động)
5. It is used by travelers and business people all over the world. (is used là vị ngữ, thì hiện tại đơn, ngữ thái bị động)

### Vị ngữ ghép
Vị ngữ ghép do hai bộ phận tạo thành, nó có nhiều tình huống khác nhau, lần lượt chia ra như ví dụ bên dưới:
Loại thứ nhất do động từ tình thái hoặc trợ động từ + bất định thức động từ không chứa to tạo thành. Ví dụ:
1. What does this word mean? Đơn từ này ý nghĩa là gì?
2. I won’t do it again. Tôi sẽ không làm nó nữa, tương đương với do it one more time.
3. I will go and move away the bag. Tôi sẽ đi và dời cái bao gạo này.
4. These students will go to visit the museum tomorrow. Ngày mai những học sinh này sẽ đi tham quan viện bảo tàng.
5. You would better catch a bus. Bạn tốt nhất đi xe buýt.

Loại thứ hai là câu chứa rất nhiều tân ngữ ghép do động từ đơn lẻ và một bất định thức động từ tạo thành, sau khi biến thành kết cấu bị động, cũng chứa một vị ngữ ghép. Ví dụ: Jack was seen to swim across the river.
Loại thứ ba là do hệ động từ + thuộc ngữ tạo thành. Ví dụ:
1. You look the same. Các bạn nhìn rất giống nhau.
2. We all go home. Chúng ta về nhà thôi, tương đương Let's go home.
3. My pen is in my bag. Bút máy của tôi để ở trong cặp của tôi.
4. The weather has turned cold. Thời tiết đã trở lạnh rồi.
5. I felt tired all day long. Tôi mệt mỏi cả ngày.
6. He seemed rather tired last night. Ông ấy hôm qua nhìn khá mỏi mệt.

Hệ động từ và thuộc ngữ có mối liên hệ chặt chẽ về mặt ý nghĩa, không thể cắt bỏ.
Loại thứ tư do động từ tình thái và hệ động từ tạo thành. Vị ngữ giải thích động tác, trạng thái hoặc đặc điểm của chủ ngữ. Ví dụ: We should become healthy. Chúng tôi phải trở nên khoẻ mạnh.

### Phân biệt động từ vị ngữ và động từ phi vị ngữ
1. Động từ vị ngữ có thể đứng một mình làm vị ngữ trong câu, nhưng động từ phi vị ngữ không thể đứng một mình làm vị ngữ. Ví dụ:
  - Miss Mary teaches us English. Cô Mary dạy chúng tôi tiếng Anh (Động từ teaches làm vị ngữ)
  - Mr. Victor came to our classroom to have a talk with us last week. Ông Victor tuần trước đến lớp học của chúng tôi và trò chuyện với chung tôi (Bất định thức to have a talk... làm trạng ngữ)
2. Động từ vị ngữ bị ngôi xưng và số người của chủ ngữ hạn chế, nhưng hình thức động từ phi vị ngữ không có loại hạn chế này. Ví dụ:
  - Larke likes the pop music. Larke thích nhạc pop (Động từ dùng hình thức ngôi xưng thứ ba số ít)
  - Larke has nothing to do today. Hôm nay Larke không có gì để làm (Động từ do dùng nguyên mẫu)
3. Đặc điểm của động từ phi vị ngữ:
  - Nếu động từ phi vị ngữ là động từ cập vật, phía sau phải đi kèm tân ngữ. Ví dụ: Studying English is my favorite. Học tiếng Anh là sở thích của tôi (Sau studying phải đi kèm tân ngữ)
  - Động từ phi vị ngữ có thể mang trạng ngữ hoặc chủ ngữ logic của bản thân. Ví dụ:
    - Working under such a condition is terrible. Làm việc trong điều kiện kiểu này quá đáng sợ rồi. (under such a condition là trạng ngữ của working)
    - It's too difficult for him to master English in such a short time. Anh ta quá khó để nắm vững tiếng Anh trong thời gian ngắn thế này. (for him là chủ ngữ logic của bất định thức master)

  - Động từ phi vị ngữ vẫn có sự biến đổi của thì và ngữ thái. Ví dụ:
    - I am sorry to have kept you waiting long. Xin lỗi để cho bạn đợi lâu. (to have kept là hình thức hoàn thành của bất định thức)
    - Seen from the mountain, the city looks much more beautiful. Nhìn từ trên núi, thành phố này đẹp quá. (Seen from là hình thức bị động của phân từ)

  - Động từ phi vị ngữ có thể coi như là danh từ hoặc tính từ mà sử dụng trong câu. Ví dụ:
    - Our coming made him happy. Sự hiện diện của chúng tôi khiến anh ta rất hạnh phúc (coming đóng vai trò danh từ)
    - There are two big swimming pools here. Ở đây có hai hồ bơi lớn. (swimming đóng vai trò tính từ)

## Chú ý
1. ↑  Thụ sự (chữ Anh: patient), chỉ người hoặc sự vật bị động tác chi phối trong câu. Ví dụ: Tôi đọc báo, mèo bắt chuột. Danh từ biểu thị thụ sự không nhất định làm tân ngữ trong câu, ví dụ: Quần áo mang đến rồi, quần áo là thụ sự nhưng làm chủ ngữ của câu.